# Арвид Хорн
Граф Арвид Бернхард Хорн (на шведски: Arvid Bernhard Horn) е шведски държавник.
Той е 2 пъти министър-председател на Швеция (1710-1718 и 1720-1738). Второто му управление при крал Фридрих, наричано период на Хорн, успява да изведе страната от тежкото състояние, в което я оставят войните на крал Карл XII.